# Lövbergets fäbodar
Lövbergets fäbodar ligger en dryg mil söder om Björbo i Floda socken i Gagnefs kommun i Västerdalarna. Lövberget har inte längre någon aktiv fäboddrift, men hade vid 1900-talets mitt 34 fäbodar. Numera fungerar den främst som fritidsområde, ofta med koppling till skogsägande. Fäboden består av delarna Kvarnvålen i norr, Finnlindorna i sydväst och Forsbodarna i sydöst. Enligt fäbodinventeringen 1664 brukades fäbodstället Löfbärge av fem bönder, alla i Björbo. Fäbodbruk bedrevs i Lövberget fram till 1950-talet. E. R. Gummerus med familj bodde, åtminstone säsongsvis, under flera decennier i sin stuga i Finnlindorna.